# Katholieke Kerk in de Verenigde Staten
De Katholieke Kerk in de Verenigde Staten is een onderdeel van de wereldwijde Katholieke Kerk onder het leiderschap van de paus en de curie.
Ongeveer 21 % van de bevolking van de Verenigde Staten behoorde in 2021 tot de Katholieke Kerk. Ondanks de voortschrijdende secularisatie blijft dit percentage stabiel dankzij de immigratie van katholieken uit het buitenland.
De Verenigde Staten bestaan uit 196 particuliere kerken: 
- 176 Latijnse bisdommen
  - waaronder 33 aartsbisdommen
- 18 Oosters-katholieke eparchieen
  - waaronder 2 aartseparchieen
- 2 ordinariaten
  - het persoonlijk ordinariaat voor voormalig Anglicanen in de Verenigde Staten en Canada, Personal Ordinariate of the Chair of Saint Peter
  - het militair ordinariaat in de Verenigde Staten, wat gelijk is gesteld aan een aartsbisdom

## Bisdommen
1. Aartsbisdom Anchorage-Juneau
  - Bisdom Fairbanks
2. Aartsbisdom Atlanta

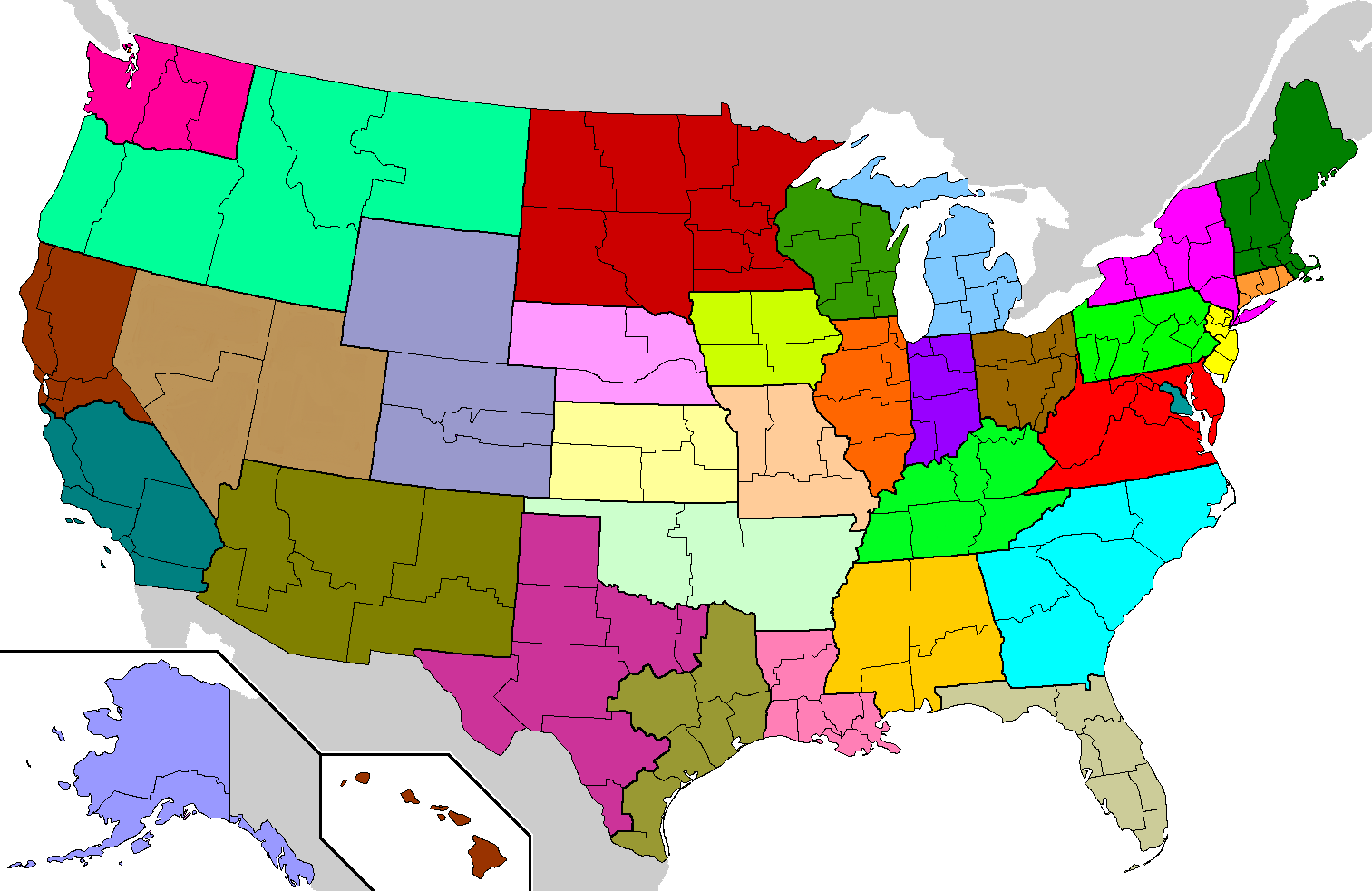
Kerkprovincies in de Verenigde Staten

  - Bisdom Charleston, Bisdom Charlotte, Bisdom Raleigh, Bisdom Savannah
3. Aartsbisdom Baltimore
  - Bisdom Arlington, Bisdom Richmond, Bisdom Wheeling-Charleston, Bisdom Wilmington
4. Aartsbisdom Boston
  - Bisdom Burlington, Bisdom Fall River, Bisdom Manchester, Bisdom Portland, Bisdom Springfield in Massachusetts, Bisdom Worcester
5. Aartsbisdom Chicago
  - Bisdom Belleville, Bisdom Joliet in Illinois, Bisdom Peoria, Bisdom Rockford, Bisdom Springfield in Illinois
6. Aartsbisdom Cincinnati
  - Bisdom Cleveland, Bisdom Columbus, Bisdom Steubenville, Bisdom Toledo, Bisdom Youngstown
7. Aartsbisdom Denver
  - Bisdom Cheyenne, Bisdom Colorado Springs, Bisdom Pueblo
8. Aartsbisdom Detroit
  - Bisdom Gaylord, Bisdom Grand Rapids, Bisdom Kalamazoo, Bisdom Lansing, Bisdom Marquette, Bisdom Saginaw
9. Aartsbisdom Dubuque
  - Bisdom Davenport, Bisdom Des Moines, Bisdom Sioux City
10. Aartsbisdom Galveston-Houston
  - Bisdom Austin, Bisdom Beaumont, Bisdom Brownsville, Bisdom Corpus Christi, Bisdom Tyler, Bisdom Victoria in Texas
11. Aartsbisdom Hartford
  - Bisdom Bridgeport, Bisdom Norwich, Bisdom Providence
12. Aartsbisdom Indianapolis
  - Bisdom Evansville, Bisdom Fort Wayne-South Bend, Bisdom Gary, Bisdom Lafayette in Indiana
13. Aartsbisdom Kansas City
  - Bisdom Dodge City, Bisdom Salina, Bisdom Wichita
14. Aartsbisdom Las Vegas
  - Bisdom Reno, Bisdom Salt Lake City,
15. Aartsbisdom Los Angeles
  - Bisdom Fresno, Bisdom Monterey in Californië,  Bisdom Orange in Californië, Bisdom San Bernardino, Bisdom San Diego
16. Aartsbisdom Louisville
  - Bisdom Covington, Bisdom Knoxville, Bisdom Lexington, Bisdom Memphis, Bisdom Nashville, Bisdom Owensboro
17. Aartsbisdom Miami
  - Bisdom Orlando, Bisdom Palm Beach, Bisdom Pensacola-Tallahassee, Bisdom Saint Augustine, Bisdom Saint Petersburg, Bisdom Venice
18. Aartsbisdom Milwaukee
  - Bisdom Green Bay, Bisdom La Crosse, Bisdom Madison, Bisdom Superior
19. Aartsbisdom Mobile
  - Bisdom Biloxi, Bisdom Birmingham, Bisdom Jackson
20. Aartsbisdom Newark
  - Bisdom Camden, Bisdom Metuchen, Bisdom Paterson, Bisdom Trenton
21. Aartsbisdom New Orleans
  - Bisdom Alexandria, Bisdom Baton Rouge, Bisdom Houma-Thibodaux, Bisdom Lafayette, Bisdom Lake Charles, Bisdom Shreveport
22. Aartsbisdom New York
  - Bisdom Albany, Bisdom Brooklyn, Bisdom Buffalo, Bisdom Ogdensburg, Bisdom Rochester, Bisdom Rockville Centre, Bisdom Syracuse
23. Aartsbisdom Oklahoma City
  - Bisdom Little Rock, Bisdom Tulsa
24. Aartsbisdom Omaha
  - Bisdom Grand Island, Bisdom Lincoln
25. Aartsbisdom Philadelphia
  - Bisdom Allentown, Bisdom Altoona-Johnstown, Bisdom Erie, Bisdom Greensburg, Bisdom Harrisburg, Bisdom Pittsburgh, Bisdom Scranton
26. Aartsbisdom Portland in Oregon
  - Bisdom Baker, Bisdom Boise City, Bisdom Great Falls-Billings, Bisdom Helena
27. Aartsbisdom Saint Louis
  - Bisdom Jefferson City, Bisdom Kansas City-Saint Joseph, Bisdom Springfield-Cape Girardeau
28. Aartsbisdom Saint Paul and Minneapolis
  - Bisdom Bismarck, Bisdom Crookston, Bisdom Duluth, Bisdom Fargo, Bisdom New Ulm, Bisdom Rapid City, Bisdom Saint Cloud, Bisdom Sioux Falls, Bisdom Winona-Rochester
29. Aartsbisdom San Antonio
  - Bisdom Amarillo, Bisdom Dallas, Bisdom El Paso, Bisdom Fort Worth, Bisdom Laredo, Bisdom Lubbock, Bisdom San Angelo
30. Aartsbisdom San Francisco
  - Bisdom Honolulu, Bisdom Oakland, Bisdom Sacramento, Bisdom San José in Californië, Bisdom Santa Rosa in Californië, Bisdom Stockton
31. Aartsbisdom Santa Fe
  - Bisdom Gallup, Bisdom Las Cruces, Bisdom Phoenix, Bisdom Tucson
32. Aartsbisdom Seattle
  - Bisdom Spokane, Bisdom Yakima
33. Aartsbisdom Washington
  - Bisdom Saint Thomas
34. Immediatum: Militair ordinariaat